# Jean Del Cour

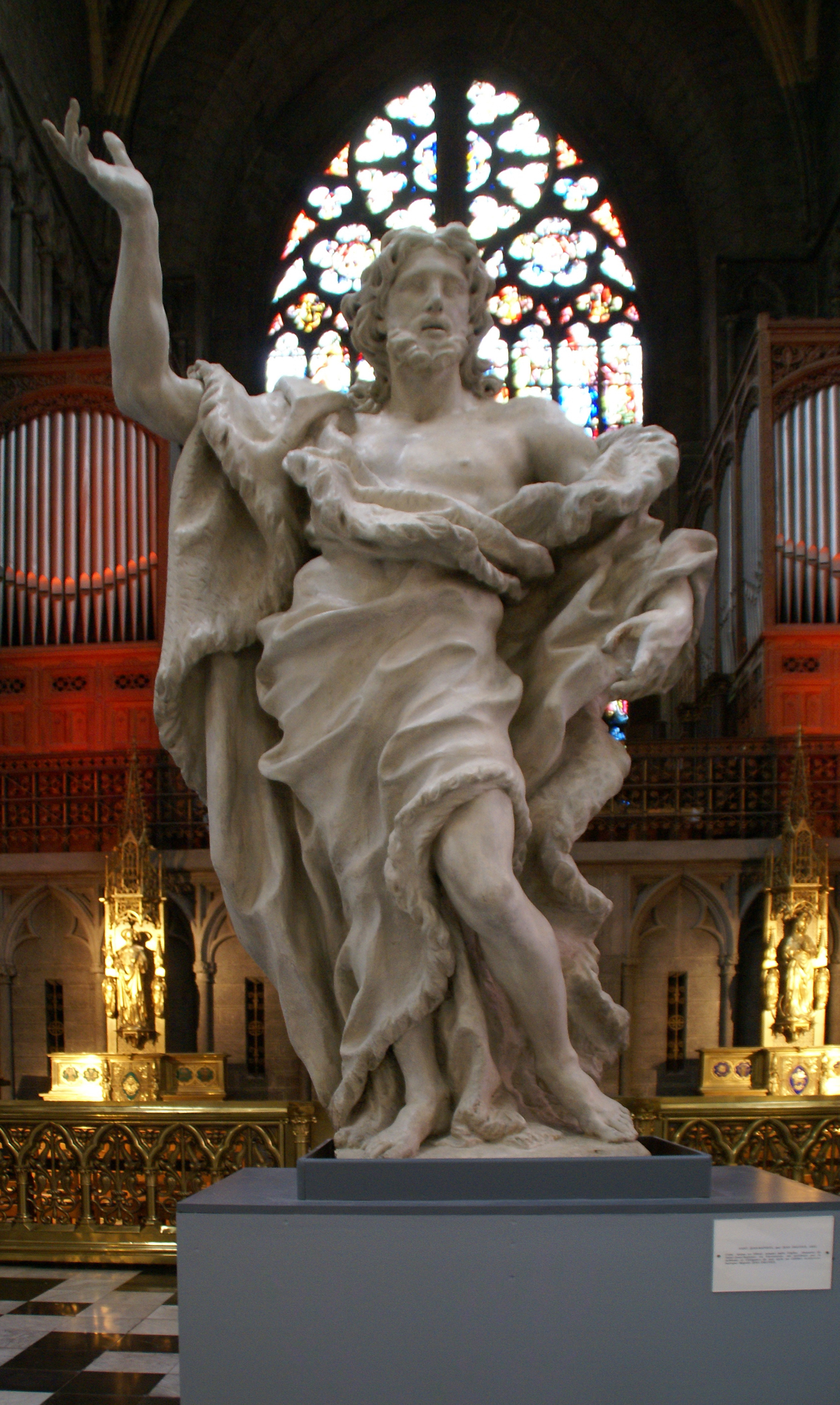
San Juan Bautista de 1682 en la Catedral de San Pablo de Lieja.

Jean Del Cour (Hamoir (principado de Stavelot-Malmedy), 1631 - Lieja (Principado de Lieja) 1707) fue un escultor de la época barroca. Fue el hermano del pintor de Jean-Gilles Del Cour.

## Biografía
Estudió en Italia durante unos diez años, y entre otros maestros cerca de Gian Lorenzo Bernini, aproximadamente de 1650 a 1660. En 1661 se instaló de forma definitiva en Lieja, en la calle rue Sœurs de Hasque.
En 1685 obtuvo el encargo de modernizar la «sala de los escabins» del Palacio de los Príncipes-Obispos de Lieja. La tribuna que realizó para esta sala se ha transferido a la sala del actual consejo provincial. En la «sala azul» se encuentra una chimenea en mármol de Theux, con el lema del príncipe-obispo Maximiliano Enrique de Baviera: pietate et sapientia.
Según la historiadora del arte Marie-Madeleine Robeyns, Del Cour continuó a emancipar sus estatuas de la arquitectura, no «en imitar Bernini, pero sí en asimilarlo y adaptarlo a su propio gusto». En una historia de la escultura de Valonia, Ann Geersten señala que Del Cour introduce la modernidad de su época en una interpretación más retenida que la de muchos de sus contemporáneos, sin contorsiones desenfrenadas o expresiones ostentosas, «guardó un equilibrio medido en la expresión apasionada de los sentimientos». Se considera como el escultor más grande y más productivo de toda la época barroca en Valonia. En su inventario cuenta con más de doscientos obras: altares, galerías, fuentes, tumbas, chimeneas, púlpitos, relieves y estatuas. Sus obras encontraron clientes en todas partes del principado y el ducado de Luxemburgo y su estilo influyó toda una «escuela» de escultores.

## Obras

### EnLieja
- Estatua de la Virgen María en la calle Vinâve d'Ile
- Las tres gracias encima del perron de Lieja
- Cristo yacente en la catedral de San Pablo
- La «sala azul» y la sala de los «escabinos» en el Palacio episcopal
- Diversas esculturas de santos

### EnHasselt
- Altar de la iglesia Virga Jesse

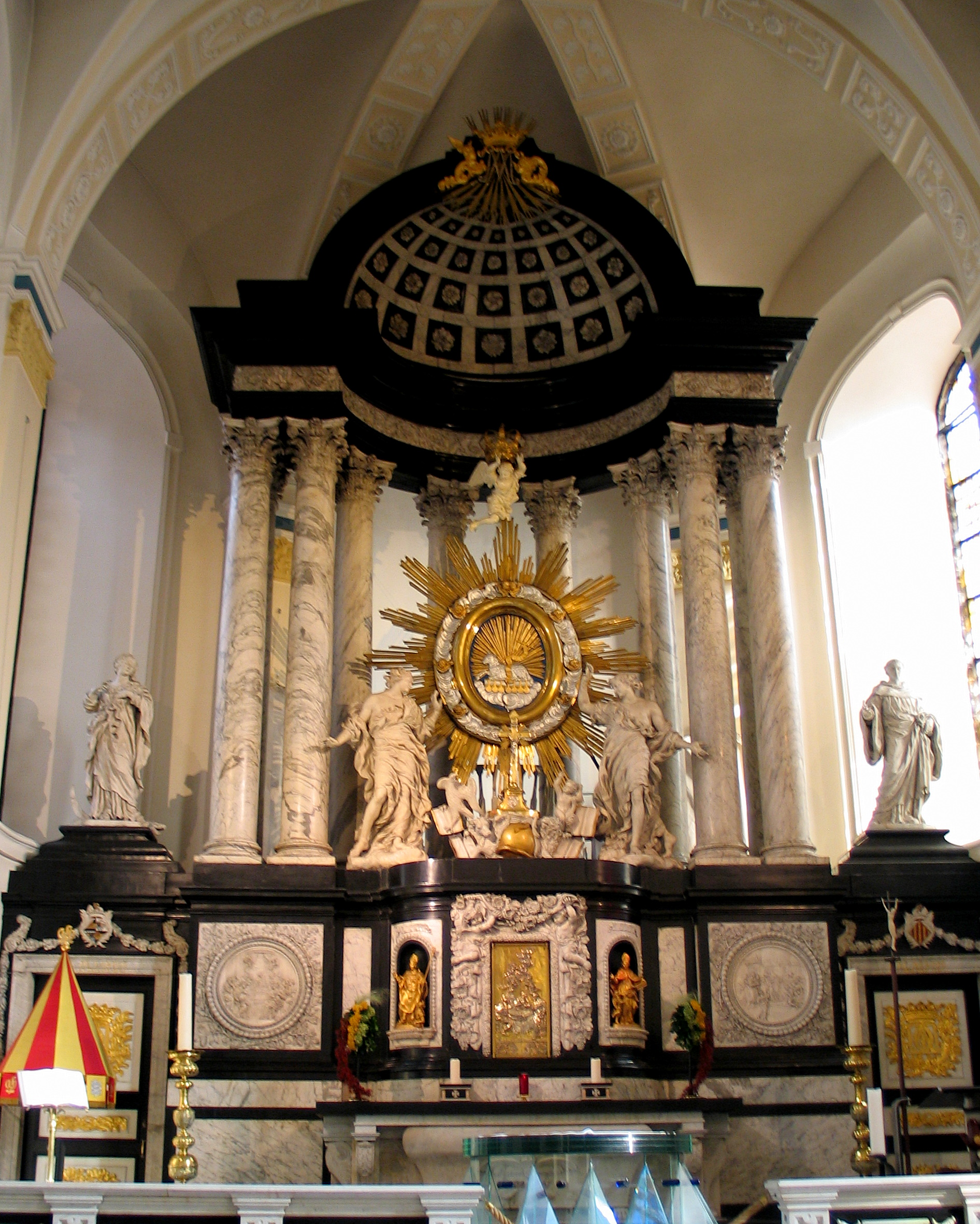
Hasselt, altar de la iglesia Virga Jesse.
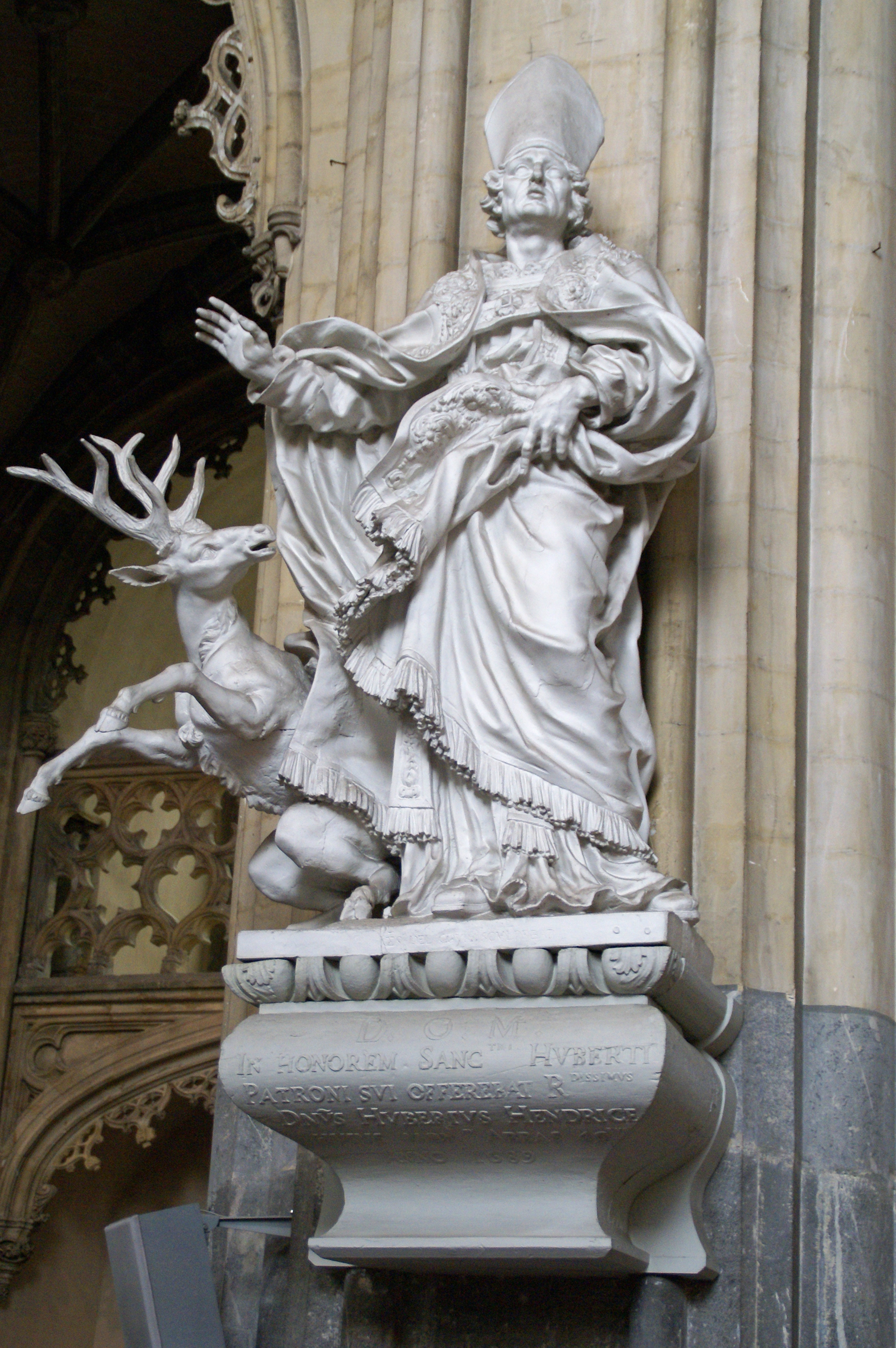
Huberto con ciervo (1689) Lieja, Iglesia de Santiago.
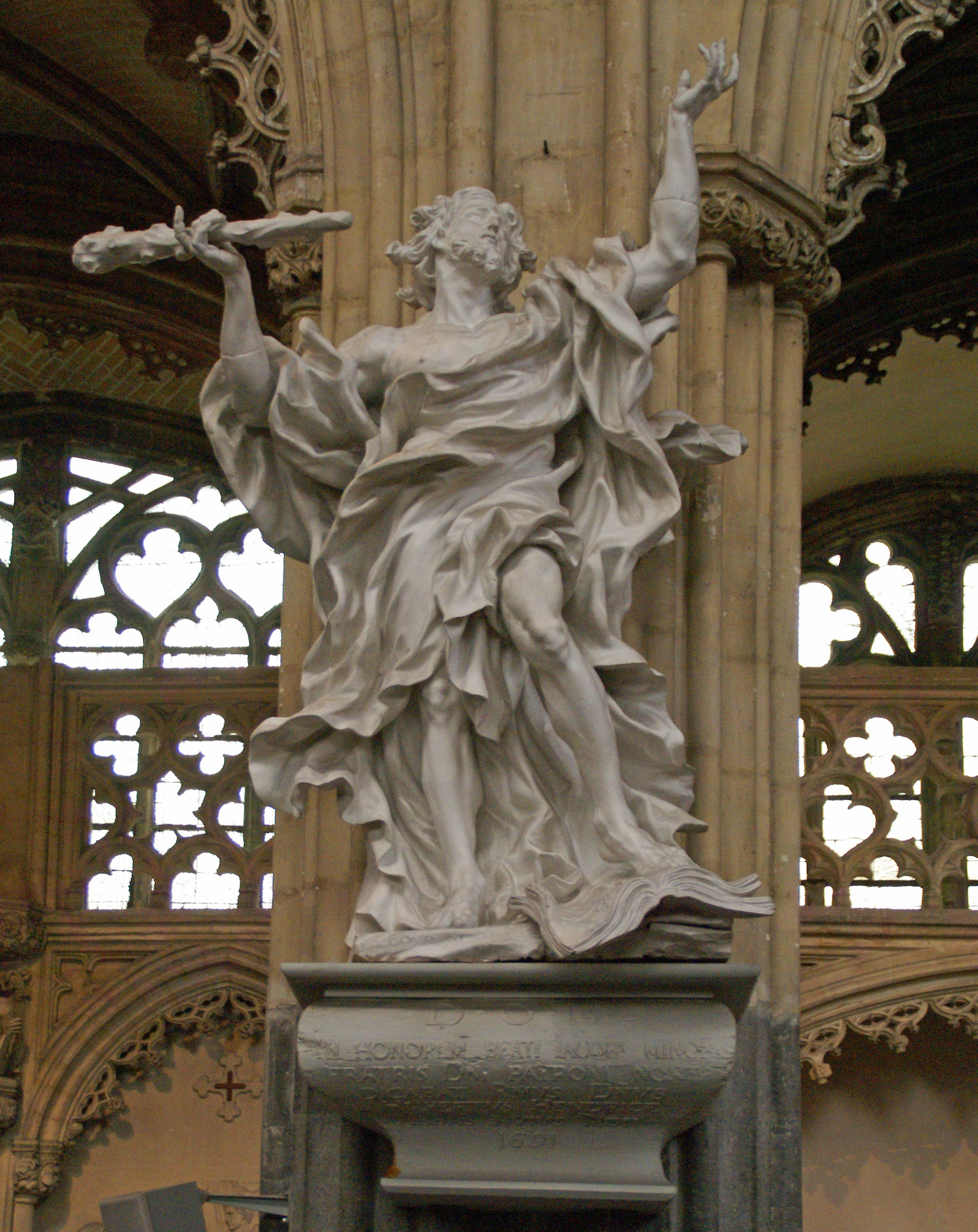
Santiago el Justo Lieja, Iglesia de Santiago.
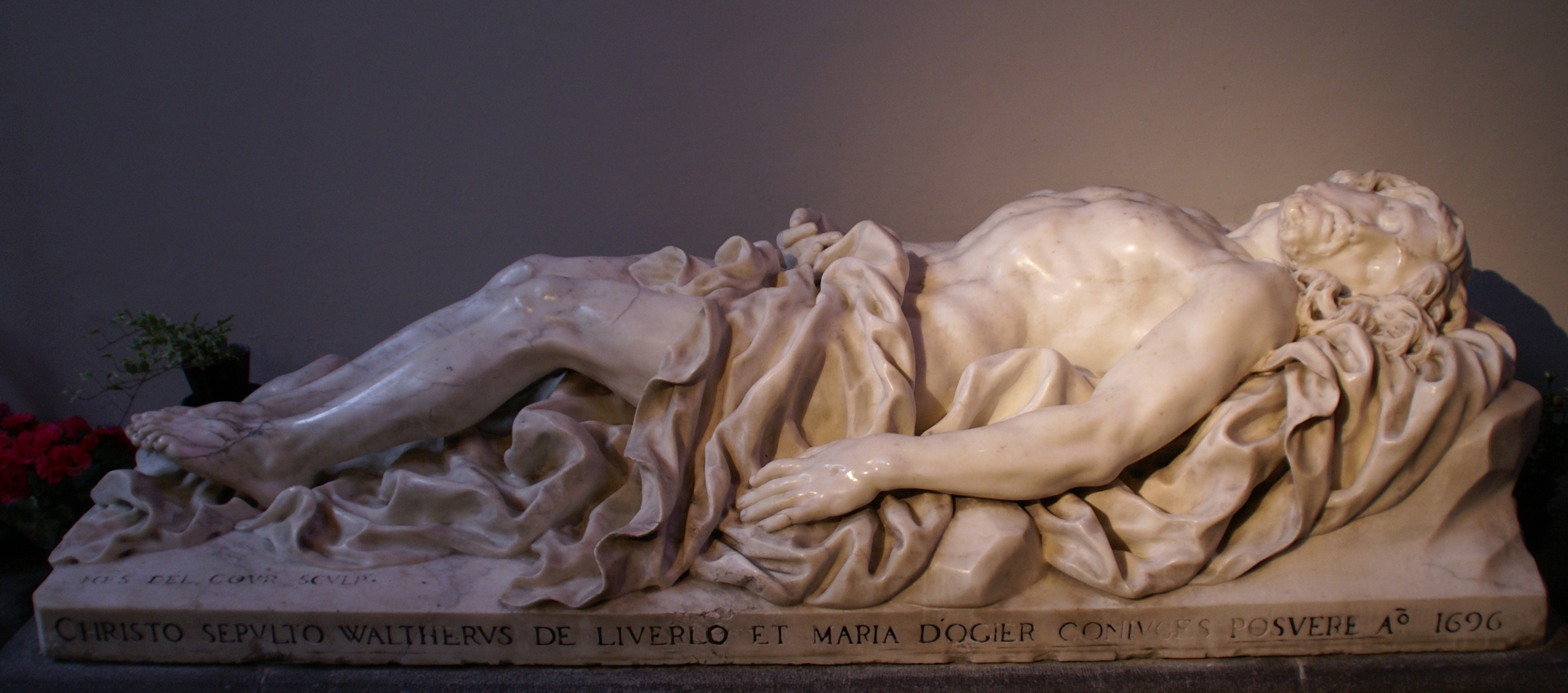
Cristo yacente(1696), marmol blanco, Catedral de San Pablo en Lieja.

## Del Cour en el tiempo presente
Después de una suscripción pública, en 1911 se inauguró un monumento dedicado a Jean Del Cour; El escultor de Lieja Paul Du Bois se inspiró en un retrato pintado por el hermano del escultor,Jean-Gilles Del Cour.
A finales del año 2007 con ocasión del tricentenario de su muerte, se organizó una exposición retrospectiva en la iglesia de San Bartolomé en Lieja.